# Estació Axiom
L'estació Axiom és una estació espacial modular dissenyada per l'empresa comercial Axiom Space, amb seu a Houston, que té com a objectiu permetre realitzar-hi activitats espacials comercials. Per ajudar a construir l'estació, Axiom Space va obtenir un contracte de la NASA el 28 de febrer de 2020.
L'estació Axiom és un dels múltiples projectes d'operacions comercials en baixa òrbita (en les seves sigles angleses, CLD), que tenen el suport de la NASA, amb l'objectiu de  construir una estació successora de l'Estació Espacial Internacional (ISS) abans del seu desmantellament el 2030.

## Història
Entre el 2020 i el 2024, Axiom Space tenia la intenció d'acoblar quatre mòduls en un segment de l'Estació Espacial Internacional abans de separar-los per formar l'estació Axiom de vol lliure. L'empresa va publicar els plans preliminars el febrer de 2020 sobre com el segment orbital Axiom podria formar la base de l'estació Axiom, construïda a partir del segment Axiom i elements addicionals després de la retirada i separació de l'Estació Espacial Internacional, incloent-hi un mòdul d'energia i tèrmic amb una comporta estanca. L'empresa tenia previst llançar els seus primers quatre mòduls en anys consecutius a partir de mitjans de la dècada del 2020.
El desembre de 2024, Axiom Space va anunciar un canvi en els seus plans de muntatge de l'estació. En lloc de muntar el segment orbital Axiom a l'Estació Espacial Internacional, ara es planejava que l'estació volés de manera independent després del llançament del mòdul Habitat One (Hab-1). El Mòdul Tèrmic d'Energia de Càrrega Útil es llançaria primer i s'acoblaria a l'Estació Espacial Internacional mentre espera el llançament de l'Hab-1, després del qual es desprendria de l'Estació Espacial Internacional i formaria l'Estació Axiom en connectar-se amb l'Hab-1.

## Mòduls planificats
Segons les previsions actuals sobre construcció de l'Estació Axiom, cada mòdul de l'estació Axiom serà una nau espacial independent equipada amb tots els sistemes necessaris per maniobrar en òrbita, inclosa la propulsió.

### PPTM
El primer mòdul d'Axiom, el Payload Power Thermal Module (PPTM), està previst que es llanci a l'Estació Espacial Internacional no abans del 2027.  Es preveu que el PPTM proporcioni energia i capacitat tèrmica equivalents a les de l'Estació Espcial Internacional a través de panells solars.  Inicialment, el mòdul s'acoblarà a un dels dos ports que actualment utilitzen les naus espacials de càrrega abans de separar-se de l'Estació Espacial Internacional per acoblar-se al mòdul Habitat One ((Hab-1) el 2028.

### Hab-1
Es preveu que el segon mòdul d'Axiom, Habitat One (Hab-1), no es llanci abans del 2028.  Proporcionarà allotjament per a quatre membres de la tripulació i volum per acollir aplicacions de recerca i fabricació. Cada habitació personal de la tripulació estarà equipada amb una gran finestra de visualització de la Terra i un panell de comunicacions amb pantalla tàctil. Un adaptador d'acoblament permetrà que els vehicles visitants s'acoblin a l'estació Axiom; quatre ports radials a l'Hab-1 permetran afegir futurs mòduls i augmentar la capacitat d'acoblament de l'estació. Tindrà sistemes de propulsió, guiatge, navegació i control de l'estació. El primer mòdul pressuritzat amb finestra farà aproximadament 11 metres de llargada i 4,2 metres de diàmetre a la part més ampla.

### AL
Es preveu que el tercer mòdul d'Axiom, el mòdul Airlock (AL), es llanci a finals de la dècada del 2020.  L'addició d'un mòdul de resclosa permetrà activitats extravehiculars, convertint l'estació Axiom en una estació espacial totalment capaç de realitzar qualsevol de les activitats que fa usualment una estació espacial orbital.

### Hab-2
Es preveu que el quart mòdul d'Axiom, Habitat Two (Hab-2), es llanci després del mòdul Airlock.  Proporcionarà allotjament per a quatre membres addicionals de la tripulació, cosa que permetrà que l'estació pugui donar suport a fins a vuit tripulants.   També proporcionarà comunicacions comercials per satèl·lit d'alta transmissió de dades i un sistema de manipulació remota d'estil del robot canadenc que ja es troba operatiu a l'Estació Espacial Internacional.

### RMF

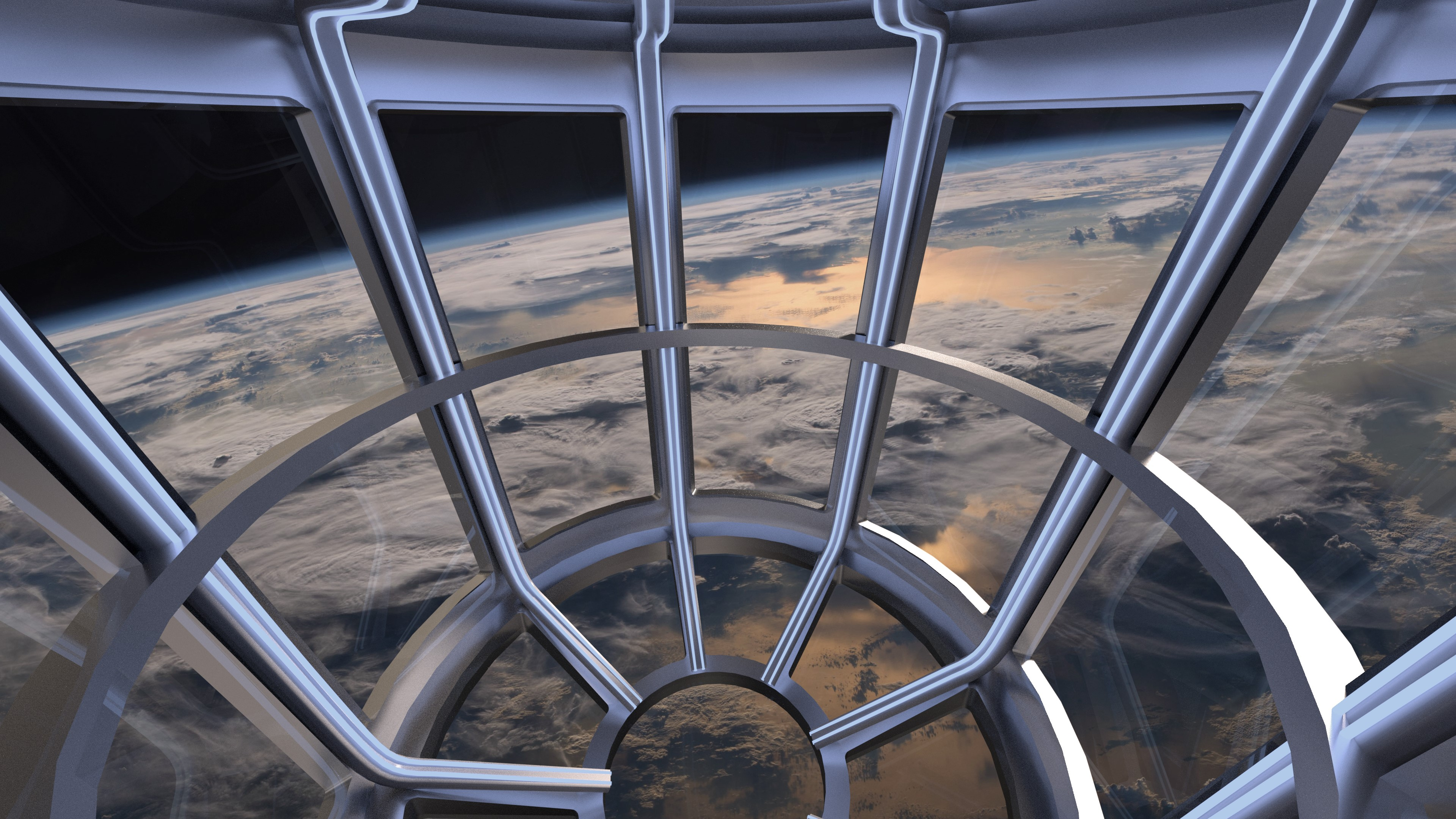
Interior de l'Observatori Terrestre Axiom.

No serà fins almenys principis de la dècada del 2030 que es preveu llançar el cinquè mòdul d'Axiom, el Mòdul de les Instal·lacions de Recerca i Fabricació amb l'Observatori de la Terra (RMF).  Proporcionarà accés a l'entorn únic de microgravetat com a plataforma per a la recerca, el desenvolupament de productes, la millora de processos i la fabricació espacial.  L'Observatori de la Terra serà una cúpula amb parets de vidre que es construirà annexa a l'RMF.

### SEE-1
Axiom Space té previst fabricar el mòdul SEE-1 per a l'empresa britànica Space Entertainment Enterprise (o SEE).   Està previst que sigui un mòdul inflable esfèric de sis metres  i que compleixi la funció de ser el primer estudi d'entreteniment a l'espai. Es preveu que el llançament de SEE-1 es faci en algun moment després de l'Hab-1. Els directors del SEE, Dmitry Lesnevsky i Elena Lesnevsky han estat treballant en el projecte de rodar una pel·lícula amb Tom Cruise a l'estació.

### MPLM
Després que l'Estació Espacial Internacional sigui desmantellada, està previst modificar i instal·lar els mòduls logístics multiusos Raffaello (MPLM) a l'estació Axiom`.

## Propòsit

### Recerca científica
Es preveu que l'estació Axiom tingui un mòdul de laboratori, RMF, per fer recerca i fabricació en òrbita terrestre baixa.

### Estació comercial
També està previst que l'estació Axiom tingui espai per a ús comercial general. Amb aquest motiu, es preveu construir el mòdul d'entreteniment SEE-1.